# Cane Corso Italiano
Der Cane Corso Italiano ist eine von der FCI (Nr. 343, Gr. 2, Sek. 2.1) anerkannte italienische Hunderasse.

## Herkunft und Geschichtliches
Der Ursprung und die Abstammung des Cane Corso (auch oft „italienische Dogge“ oder „italienischer Moloss“ genannt) ist noch nicht sicher belegt worden. Eine Abstammung vom Mastino Napoletano, der selbst als eine Variante des Cane Corso bezeichnet wird, ist umstritten. Sicher ist, dass es in Süditalien und Sizilien schon im 4. Jahrhundert eine Form des Hundes gab (italienischer Hirtenhund) und dass der canis pugnacis (oder römischer Molosserhund/Cane di Macellaio), der größtmögliche Vorfahre des Cane Corso, jahrhundertelang die antiken Römer als Kriegs- und Hütehund begleitete. Neuesten Nachforschungen zufolge sollen Cane Corso und der Mastino Napoletano Nachfahren des alten canis pugnacis (umgangssprachlich „römischer Molosserhund“) sein. 1996 erfolgte die Anerkennung durch die FCI.

## Beschreibung
Der Cane Corso ist ein großer (bis 68 cm, 50 kg), kräftiger, deutlich molosserartiger Hund, der insgesamt etwas länger als hoch sein sollte. Das Haar ist kurz, glänzend, sehr dicht, wenig Unterwolle in schwarz, bleigrau, schiefergrau, hellgrau, hell falbfarben, hirschrot, dunkel falbfarben, gestromt in allen Schattierungen mit grauer oder schwarzer Maske, die nicht über die Augen hinaus reichen sollte. Breiter, molossoider Kopf, markanter Stirnabsatz mit sichtbarer Stirnfurche und betonten Augenbrauenbogen, leichter Vorbiss, Schnauze/Oberkopf Verhältnis 1 zu 2. Die Ohren sind sehr hoch angesetzt, dreieckig, hängend, mit einem breiten Ansatz.

## Verwendung und Wesen
In Italien arbeiten diese Hunde oft im Rudel und werden als Familien-, Schutz-, Herdentreiber- oder Hütehunde gehalten und sind außerhalb Italiens relativ selten anzutreffen. Sie gelten als gelehrig, arbeitsfreudig, ruhig, freundlich, treu, anschmiegsam, verspielt, sportlich und verhalten sich Fremden gegenüber eher gleichgültig, solange ihre Familien oder deren Besitz nicht bedroht werden.

## Haltungsverbote und -einschränkungen
Der Cane Corso wird in Bayern, in Liechtenstein und in den Schweizer Kantonen Genf, Freiburg, Glarus, Schaffhausen, Thurgau und Tessin in Rasselisten als Listenhund geführt. Im Kanton Genf ist seine Haltung verboten.
Im § 10 vom Hundegesetz für das Land Nordrhein-Westfalen werden Hunde der Rasse Alano mit gefährlichen Hunden weitgehend gleichgestellt.

„Zunächst wurde beim Vollzug des Gesetzes davon ausgegangen, dass zu den Hunden der Rasse Alano auch Hunde der Rassen Cane Corso und Dogo Canario wegen ihrer gemeinsamen Abstammung zugehörig seien. Das Verwaltungsgericht Köln hat mit rechtskräftigem Urteil vom 6. September 2007 (Az. 20 K 5671/05) jedoch entschieden, dass Hunde der Rassen Cane Corso und Dogo Canario keine Hunde im Sinne von § 10 Abs. 1 LHundG NRW sind.“